# Cucullia convexipennis
Cucullia convexipennis là một loài bướm đêm thuộc họ Noctuidae. Loài này có ở khu vực tây bắc của Hoa Kỳ và adjacent parts của Canada.
Sải cánh dài 40–50 mm. Chiều dài cánh trước là 19–23 mm. Con trưởng thành bay từ tháng 5 đến tháng 9 tùy theo địa điểm.
Ấu trùng ăn Aster, Solidago và Callistephus chinensis.